# Medal Straży Pożarnej
Medal Straży Pożarnej (węg. Tűzbiztonsági Érem), do 1974 Medal Służby Pożarnej (Tűzrendészeti Érem) – odznaczenie resortowe ministra spraw wewnętrznych WRL ustanowione w 1951. Jego wygląd był modyfikowany w 1956 i 1974. 
Medal podzielono na trzy stopnie: złoty, srebrny oraz brązowy, które przyznawano za zasługi w dziedzinie pożarnictwa, a także ochrony życia i mienia przed pożarem.
Głównym motywem ażurowej odznaki o wzorze z 1956 i 1974 była pięciopromienna czerwona gwiazda, nałożona na pochodnię z emaliowanym na czerwono płomieniem u góry i drabiniastym wozem strażackim u dołu. Dolna część medalu posiadała wieniec laurowy jako zdobienie krawędzi, a górna wygięte linie.
Odznakę wieszano na czerwonej wstążce z różnymi wariacjami pasków wzdłuż krawędzi o kolorach węgierskiej flagi (czerwono-biało-zielonych) na szerokim szarym pasku. Wstążka z 1951 wiązana była w pięciokąt na wzór sowiecki, a wersje z 1956 i 1974 składano w trójkąt na sposób austro-węgierski.
Ustawą nr XXXI z 1991 odznaczenia to zostało zniesione wraz z szeregiem innych węgierskich odznaczeń komunistycznych, zarówno państwowych jak i ministerialnych.